# Alberto Bevilacqua
Alberto Bevilacqua (ur. 27 czerwca 1934 w Parmie, zm. 9 września 2013 w Rzymie) – włoski scenarzysta, pisarz i reżyser.

## Wybrana filmografia
reżyser
- 1970: La Califfa
- 1976: Attenti al buffone
- 1985: La Donna delle meraviglie
- 1999: Gialloparma

scenarzysta
- 1960: Seddok, I'erede di Satana
- 1964: Moja żona
- 1972: Osobliwa miłość
- 1999: Gialloparma

## Nagrody i nominacje
Został nominowany do nagrody Złotej Palmy.